# Pál Gábor (publicista)
Bethlenfalvi Pál Gábor (Várdotfalva, 1883. február 7. – Csíkszereda, 1968. október 22.), ügyvéd, politikus, országgyűlési képviselő, erdélyi magyar publicista. A romániai magyar kisebbség sérelmeinek egyik szólalója a nemzetek szövetsége előtt. Évtizedeken keresztül küzdött a székelység legnagyobb magányvagyona, a csiki magán-javak visszaszerzéséért.

## Családja
A régi erdélyi római katolikus nemesi bethlenfalvi Pál család sarja. Apja idősebb bethlenfalvi Pál Gábor (1852–1935), a csíksomlyói, majd csíkszeredai római katolikus főgimnázium igazgatója és annak a főgimnázium és fiú-nevelőintézet világi gondnoka, anyja csíkcsekefalvi Fodor Ludovika (1855–1939) volt. Az apai nagyszülei bethlenfalvi Pál Ambrus (1804–1856) és László Borbála (1813–1883) voltak. Az anyai nagyszülei csíkcsekefalvi Fodor Ignác (1826–1889), ügyvéd, földbirtokos, 1848-1849 honvédszázados, és kászonjakabfalvi László Anna (1835–1888) voltak. Pál Gábor fivére bethlenfalvi Pál Andor (1890–1983), huszár, repülős tiszt, akinek a neje Kammer Margit, Pál Gáborné Kammer Edit édestestvére volt; leánytestvérük bethlenfalvi Pál Gizella (1880–1918), akinek a férje ilyefalvi Kolozsvári-Silye Béla (1875–1940), a Brassói Római Katolikus Főgimnázium igazgatója. A bethlenfalvi Pál család egy régi székely nemes család, melyből Pál Tamás fia, Pál György 1632-ben I. Rákóczi Györgytől címeres nemeslevelet.

## Életútja
Középiskoláit a csíksomlyói és a kolozsvári római katolikus gimnáziumban végezte (1900), a Ferenc József Tudományegyetemen szerzett jogi diplomát (1905), majd a marosvásárhelyi Királyi Táblán nyert ügyvédi képesítést (1908). Az első világháborúban mint önkéntes népfölkelő vett részt, súlyosan megsebesült (1917). Harctéri levelei a Csíki Lapokban jelentek meg. Szerepe volt az ún. csucsai paktum (1923) megkötésében, amely a kisebbségivé vált erdélyi magyarság jogainak helyreállítását ígérte. Az OMP székelyudvarhelyi nagygyűlésén (1928) beválasztották az elnöki tanácsba, s javaslatára az erdélyi magyarság panaszait a Nemzetek Szövetsége elé vitték. Szenátorrá választása után erről a posztról vívta harcát a Csíki Magánjavak önkényes kisajátítása s a magyar oktatás korlátozása ellen egészen az OMP feloszlatásáig. László Dezsővel és Györgypál Domokossal együtt ő képviselte a Csíki Magánjavakat a Népszövetség indíttatására folyt román-magyar tárgyalásokon. A bécsi döntés után a magyar országgyűlés behívott képviselője. 1944 őszétől haláláig súlyos betegen visszavonultan élt Csíksomlyón.

## Házassága és leszármazottjai
1923. július 21-én Budapesten, feleségül vette a jómódú római katolikus polgári származású Kammer Edith (Budapest, 1898. március 13.–Budapest, 1936. március 13.) kisasszonyt, akinek a szülei ifjabb Kammer Ernő (1860–1922), a Vöröskereszt főmegbízottja, a Vöröskereszt tiszti keresztjének a tulajdonosa, és Emey Margit voltak. Az apai nagyszülei idősebb Kammer Ernő (1829–1902), Vadászkürt szálló tulajdonosa, és Kerner Katalin (1838–1876) voltak. Az anyai nagyszülei Emey János (1810–1901), ügyvéd, és pázmándi Kempelen Mária (1830–1882) voltak. Az anyai nagyanyai dédszülei pázmándi Kempelen János, földbirtokos és nagybaráti Huszár Mária (1795–1827) voltak. Bethlenfalvi Pál Gáborné Kammer Edit apai nagynénjei: Kammer Karolina (1859–1919), akinek a férje dr. radocsai Herich Károly (1846–1894), horvát országgyűlési képviselő, a magyar királyi kereskedelemügyi miniszterium osztálytanácsosa, budapesti magyar királyi magántanár, a Vaskorona és a Ferenc József-rend lovagja, valamint Kammer Irma (1862–1934), akinek a férje Jármay Jenő (1851–1919), mérnök, székesfővárosi főtanácsos. Bethlenfalvi Pál Gábor és Kammer Edit frigyéből született:
- bethlenfalvi Pál Ágnes (*1924–Budapest, 1964. április 1.)[23][24] Férje: dr. csíkborzsovai Erőss Sándor (*Gyergyóditró, 1907. szeptember 22.–Budapest, 1974. február 11.), szemészorvos, rendelőintézeti igazgató főorvos.[25]
- bethlenfalvi Pál Gábor (*1927–2009)
- bethlenfalvi Pál Veronika (*Csíkszereda, 1930. augusztus 13.–Marosvásárhely, 2022. május 4.).[26] Férje: báró altorjai Apor Csaba (*Dedrádszéplak, 1921. szeptember 20.–Marosvásárhely, 2023. február 11.), okleveles agrármérnök.[27]

## Munkássága
Mint politikai közíró a kolozsvári Ellenzék vasárnapi mellékletében A magyar kisebbségi politika eredményességének akadályai című sorozatával jelentkezett (1922), a lugosi Magyar Kisebbségben több átfogó tanulmányt közölt: A székelyföldi közbirtok és az agrárreform (1923/2, 3); Készülődés a közbirtokosságok és úrbéri birtokosságok reformjára (1928/4, 5, 6); A kisebbségi egyezmény és a magyar kisebbség (1928/17); A konkordátum és a katolikus magyarság (1928/18); ez utóbbi kapcsán Gyárfás Elemérrel is vitába keveredett a román állam és a Szentszék között megkötött konkordátum kérdésében. Életrajzát a bécsi döntés után a magyar országgyűlésbe történt behívása alkalmából a Magyar Kisebbség közölte (1940/20).